# Napier Gazelle
El Napier Gazelle es un motor de turboeje fabricado por Napier & Son, que fue comprado por Rolls-Royce en 1962. Estos motores de helicóptero fueron utilizados en el Westland Wessex HAS3 y en el Bristol Belvedere (después Westland Belvedere).

## Especificaciones

### Características generales
- Tipo: Turboeje
- Longitud: 1,77 m
- Diámetro: 0,85 m
- Peso en vacío: 353,8

### Componentes
- Compresor:

### Rendimiento
- Potencia de salida: 1.260CV a 20.400 rpm
- Consumo específico de combustible: 0,708
- Potencia-peso: